# خرف المرتبط بالكحول

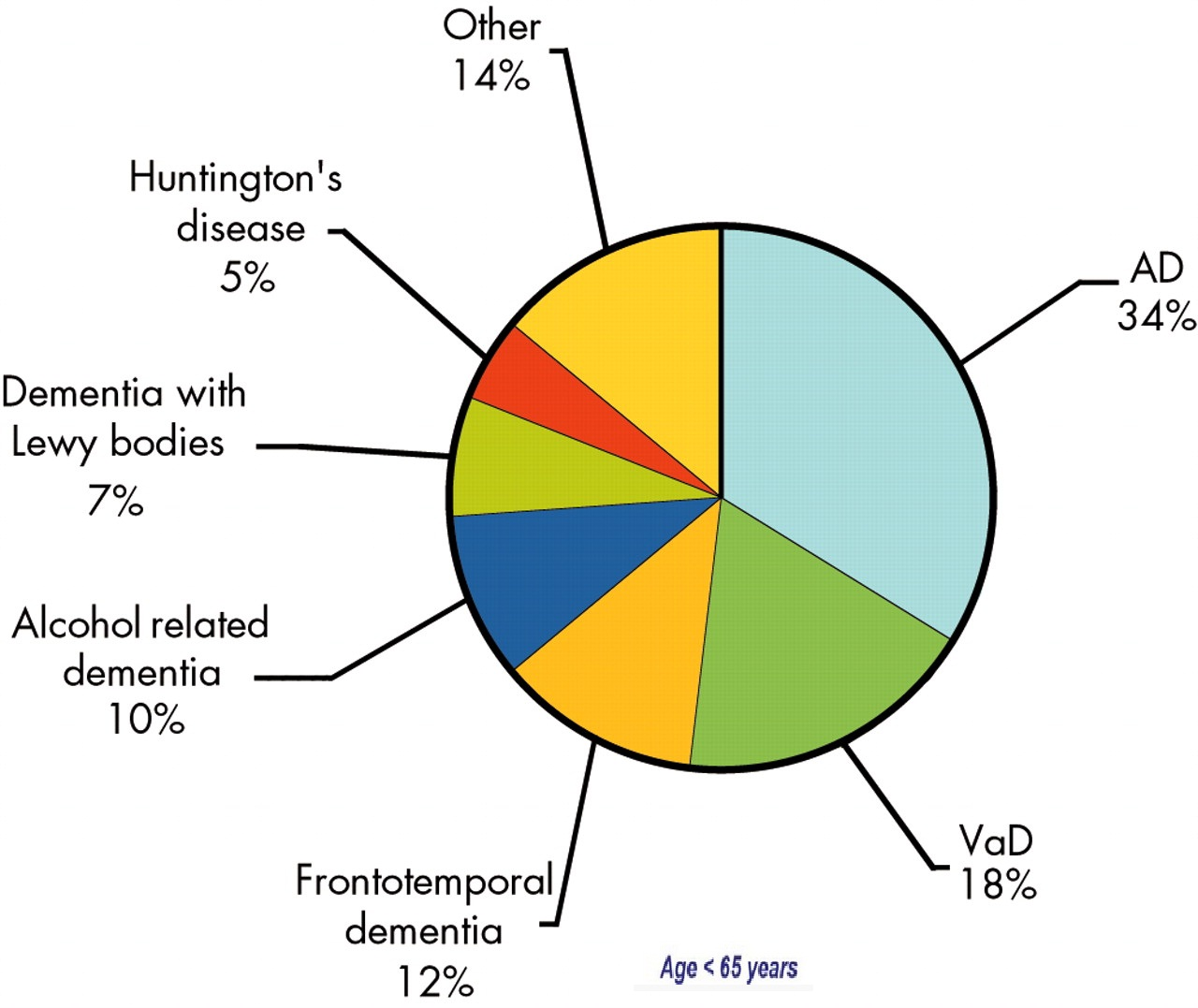
علم الأوبئة جميع أنواع الخرف التي يكون فيها مرض الزهايمر والخرف الوعائي والخرف المرتبط بالكحول أكثر شيوعا

الخرف المرتبط بالكحول (ARD) هو شكل من أشكال الخرف الناجم عن الاستهلاك المفرط للمشروبات الكحولية على المدى الطويل ، مما يؤدي إلى تلف عصبي وضعف الوظيفة الإدراكية. [1]
تحرير المصطلحات
الخرف المرتبط بالكحول هو مصطلح واسع النطاق مفضل حاليًا بين الأطباء. [2] يستخدم العديد من الخبراء مصطلحات الخرف الكحولي (أو الكحولي) لوصف شكل معين من اضطراب ARD ، يتميز بضعف الوظيفة التنفيذية (التخطيط والتفكير والحكم). شكل آخر من أشكال ARD يعرف بالدماغ الرطب (متلازمة ويرنيك-كورساكوف) ، يتميز بفقدان الذاكرة على المدى القصير ونقص الثيامين (فيتامين B1). غالبًا ما يعاني مرضى ARD من أعراض كلا الشكلين ، أي ضعف القدرة على التخطيط واللامبالاة وفقدان الذاكرة. قد يحدث ARD مع أشكال أخرى من الخرف (الخرف المختلط). يتم التعرف على تشخيص ARD على نطاق واسع ولكن نادراً ما يتم تطبيقه ، بسبب عدم وجود معايير تشخيصية محددة.
في كثير من المواقع غير الطبية ، غالبًا ما يتم استخدام المصطلحين الرطب في الدماغ والخرف المرتبط بالكحول بالتبادل ، مما يخلق ارتباكًا كبيرًا. بالإضافة إلى ذلك ، فإن مصطلح الخرف المستمر الناجم عن الكحول هو اسم آخر غير محدد يُستخدم أحيانًا.
تحرير العلامات والأعراض
يظهر الخرف المرتبط بالكحول على أنه تدهور عالمي في الوظيفة الفكرية مع عدم تأثر الذاكرة بشكل محدد ، ولكن قد يحدث مع أشكال أخرى من الخرف ، مما يؤدي إلى مجموعة واسعة من الأعراض. [4] يعاني بعض الأفراد الذين يعانون من الخرف المرتبط بالكحول من تلف في الفصوص الأمامية في دماغهم مما يتسبب في التخلص من المرض ، وفقدان التخطيط والوظائف التنفيذية ، وتجاهل عواقب سلوكهم. تتسبب الأنواع الأخرى من الخرف المرتبط بالكحول مثل متلازمة كورساكوف في تدمير مناطق معينة من الدماغ ، حيث تكون التغيرات في الذاكرة ، وفقدان الذاكرة قصيرة المدى في المقام الأول ، [5] هي العرض الرئيسي. تقع معظم عروض الخرف الكحولي في مكان ما على طول الطيف بين الخرف العالمي وذهان كورساكوف ، وقد تشمل أعراض كلاهما. [4]
قد يعاني الأفراد المصابون بالخرف المرتبط بالكحول من مشاكل في الذاكرة وضعف اللغة وعدم القدرة على أداء مهام حركية معقدة مثل ارتداء الملابس. كما أن الإفراط في تناول الكحول يضر بالأعصاب في الذراعين والساقين ، أي الاعتلال العصبي المحيطي ، وكذلك المخيخ الذي يتحكم في التنسيق مما يؤدي إلى تطور رنح مخيخي. يعاني هؤلاء المرضى في كثير من الأحيان من مشاكل في أطرافهم وقد يظهرون عدم ثبات على أقدامهم. [5]
يمكن أن ينتج الخرف المرتبط بالكحول مجموعة متنوعة من المشاكل النفسية بما في ذلك الذهان (الانفصال عن الواقع) ، والاكتئاب ، والقلق ، وتغييرات الشخصية. غالبًا ما يعاني المرضى المصابون بالخرف الكحولي من اللامبالاة ، المتعلقة بتلف الفص الجبهي ، والتي قد تحاكي الاكتئاب. من المرجح أن يصاب الأشخاص الذين يعانون من إدمان الكحول بالاكتئاب أكثر من الأشخاص الذين لا يعانون من إدمان الكحول ، [6] وقد يكون من الصعب التفريق بين الاكتئاب والخرف الكحولي
الفيزيولوجيا المرضية
للكحول تأثير مباشر على خلايا الدماغ في الجزء الأمامي من الدماغ ، مما يؤدي إلى سوء التقدير وصعوبة اتخاذ القرارات ونقص البصيرة. غالبًا ما يؤدي تعاطي الكحول على المدى الطويل إلى مشاكل غذائية سيئة تتسبب في تلف أجزاء من الدماغ بسبب نقص الفيتامينات. يمكن أن تسبب هذه المشاكل أيضًا تغيرات في الشخصية لدى بعض الأشخاص
المراجع
[21/4 4:16 م] Samar Alkhazaleh 💜💜: Ridley, Nicole J; Draper, Brian; Withall, Adrienne (25 January 2013). "Alcohol-related dementia: an update of the evidence". Alzheimer's Research & Therapy. 5 (1): 3. doi:10.1186/alzrt157. ISSN 1758-9193. PMC 3580328. PMID 23347747.
Warner, James; Gupta, Susham (2008). "Alcohol-related dementia: a 21st-century silent epidemic? - The British Journal of Psychiatry". The British Journal of Psychiatry. 193 (5): 351–353. doi:10.1192/bjp.bp.108.051425. PMID 18978310.
Derouesné, Christian; Pierucci‐Lagha, Amira (December 2003). "John Libbey Eurotext - Psychologie & NeuroPsychiatrie du vieillissement - Alcool et vieillissement". Psychologie & Neuropsychiatrie du Vieillissement. 1 (4): 237–249. Retrieved 21 October 2015.
"Alcohol-related dementia". Retrieved 21 October 2015.